# Genadi Sokolov
Genadi Sokolov (* 14. Mai 1992 in Israel) ist ein israelischer Volleyballspieler.

## Karriere
Sokolov spielte bis 2013 beim israelischen Klub Maccabi Tel Aviv, mit dem er Meister und Pokalsieger in seinem Land wurde. 2013 wechselte der Mittelblocker zum deutschen Bundesligisten Generali Haching, mit dem er im DVV-Pokal und in den Playoffs der Bundesliga jeweils das Halbfinale erreichte. Zudem spielt Sokolov in der israelischen Nationalmannschaft, mit der er schon in der European League gespielt hat.

## Privatleben
Genadi Sokolov besitzt sowohl die israelische als auch die russische Staatsbürgerschaft.